# المغلق (القفر)

تعديل مصدري - تعديل

المغلق هي إحدى قرى عزلة حمير بمديرية القفر التابعة لمحافظة إب، بلغ تعداد سكانها 42 نسمة حسب تعداد اليمن لعام 2004.